# تکیه شاهاندشت
تکیه شاهاندشت مربوط به دوره قاجار است و در شهرستان آمل، بخش لاریجان، روستای شاهاندشت واقع شده و این اثر در تاریخ ۷ مرداد ۱۳۸۲ با شمارهٔ ثبت ۹۳۵۴ به‌عنوان یکی از آثار ملی ایران به ثبت رسیده است.